# Gerda Wegener
Gerda Wegener (nata Gerda Marie Fredrikke Gottlieb; Hammelev, 15 marzo 1886 – Frederiksberg, 28 luglio 1940) è stata una pittrice, disegnatrice e illustratrice danese di origini francesi, nota per i suoi disegni erotici. È nota per essere stata la moglie di Lili Elbe, pittrice transgender prima conosciuta come Einar Wegener.

## Biografia
Gerda Marie Fredrikke Gottlieb, nasce nel 1886 in una famiglia francese emigrata in Danimarca nel XVIII secolo. Cresciuta in provincia, Gerda si trasferisce nella capitale a Copenaghen per frequentare l'Accademia di Belle Arti, nella quale conosce e infine sposa Lili Elbe.
Con lei viaggia in Italia, Inghilterra e Francia, trasferendosi nel 1912 a Parigi, città che la fa esporre con notevole successo proprie opere ai Salon d'Autunno, degli Indipendenti e degli Umoristi. Collabora anche con riviste come Vogue, La vie parisienne, Fantasio, Rire e La baïonnette. Rientrata in Danimarca, continua a godere dei successi ottenuti in Francia, esponendo in più occasioni nella galleria Ole Haslunds di Copenaghen.
Nella sua carriera, pur poggiante su un innegabile talento, Gerda Wegener trova un notevole supporto nel suo matrimonio con Elbe, artista paesaggista anche lei talentuosa e che sacrifica la propria carriera per aiutarla, assumendo (in un iniziale gioco) il ruolo di sua modella preferita. Inizialmente ad Elbe viene diagnosticata una sindrome schizofrenica e posto a cure "anti-devianza"; in seguito conosce un medico che lo aiuterà nel lungo percorso di medicalizzazione e dopo svariati e rischiosi interventi chirurgici arriverà a quella che oggi è chiamata
riassegnazione di genere.
Gerda Wegener, che l'aveva sempre sostenuta, rimane a fianco di Elbe nonostante il Re di Danimarca nell'ottobre del 1930 dichiari nullo il loro matrimonio, finché Elbe muore a seguito del rigetto causato dal tentativo d'impianto dell'utero. Nel 1931 Gerda si risposa con Fernando Porta, un ufficiale italiano, col quale si trasferisce in Marocco, ove tenta, invano, di proseguire la sua carriera. I due divorziano nel 1936 e due anni dopo Gerda torna in Danimarca esponendo per l'ultima volta, senza grande successo, nel 1939. Muore nel luglio del 1940.

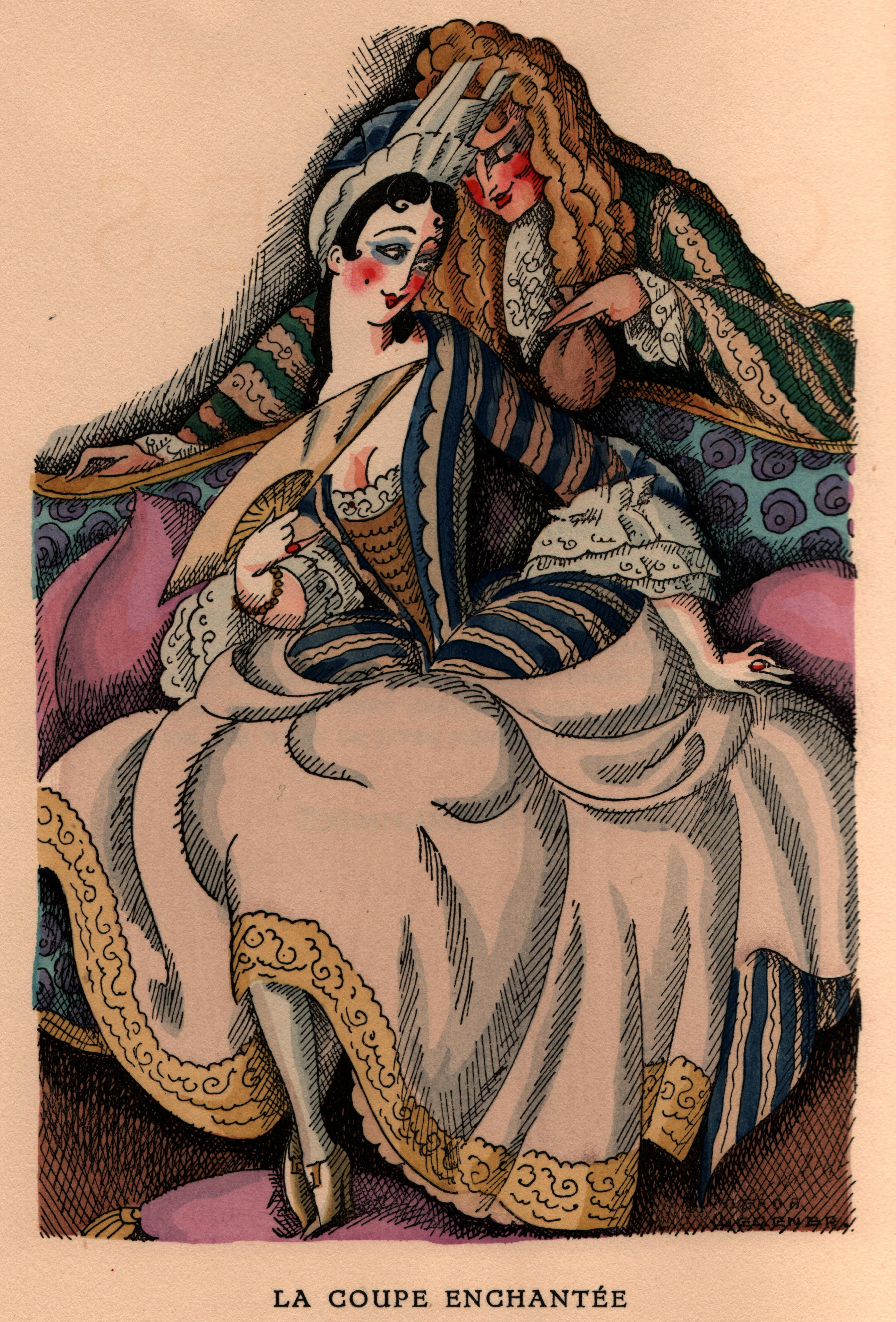
Frontespizio delle Favole di La Fontaine.

## Libri illustrati
- Le Livre des Vikings di Charles Guyot (1920 o 1924)
- Une Aventure d'Amour à Venise di Casanova [de Seingalt], Parigi 1927
- Les Contes di La Fontaine (1928-1929)
- Contes de mon Père le Jars & Sur Talons rouges di Eric Allatini (1929)
- Fortunio di Théophile Gautier (1934)

## Film
Nel 2015, il regista Tom Hooper ha diretto il film The Danish Girl sulla vita di Lili Elbe e Gerda Wegener, interpretata da Alicia Vikander.